# Моя планета
«Моя планета» — російський цілодобовий телеканал про подорожі, науку, історію та людей, партнер Російського географічного товариства.

## Про канал
Дистрибуцією телеканалу займається компанія «Сигнал медіа». Мовлення каналу йде супутнику й у кабельних мережах.
«Моя планета» входить до пакету неефірних каналів «Цифрового телебачення» (дочірнього підприємства ВДТРК та «Ростелеком») та пропонує вітчизняні та зарубіжні програми та документальні проекти. Телеканал має власну виробничу базу (одночасно в експедиції різними куточками світла роз'їжджаються 12 знімальних груп), системою професійних закупівель контенту, службою дистрибуції та маркетингу, а також великою бібліотекою програм. Головний редактор телеканалу — Микола Табашніков.
З 2010 по 2016 роки телеканал доступний глядачам супутникових, кабельних, мультисервісних мереж по всій Росії, в країнах СНД та Прибалтики (Білорусь, Казахстан, Молдова, Латвія, Литва, Естонія), у деяких країнах Європи (Польща, Данія, Єгипет, Румунія, Угорщина та Словаччина) та в Ізраїлі.
Протягом 2010—2013 років програми каналу транслювалися кілька разів на день у спеціально виділених блоках у сітці мовлення телеканалу «Росія 2». Також передачі можна було побачити на каналах «Росія 1», «Росія 24» та «Росія HD».
31 грудня 2014 року телеканал отримав ефірну ліцензію на цифрове мовлення у Москві, що дозволило оминути закон про заборону реклами на платних каналах.
Свідоцтво каналу — ЕЛ № ФС 77 — 60882 від 25 лютого 2015 року.
1 грудня 2019 року телеканал перейшов на широкоформатне мовлення 16:9, а 3 грудня 2019 року було запущено HD-версію телеканалу.

## Аудиторія
Поширення: більше 23 мільйонів абонентів у Росії і понад 2 млн абонентів у країнах СНД та Балтії.
Аудиторія каналу: більше 75 млн глядачів, 58% від усіх домогосподарств Росії, вік 35—44+, стать: 55% чоловіки, 45% жінки.
У січні 2013 року «Моя планета» випередила у російському телеефірі всі іноземні канали про подорожі, включаючи «Discovery».
Аудиторія телеканалу становить понад 75 млн глядачів. Кількість передплатників у Facebook наближається до позначки 618 000, ВКонтакті — вже близько 388 000.

## Наповнення телеефіру
- «Про животных и людей» (укр. Про тварин і людей)
- «Человек мира» (укр. Людина світу)
- «Россия. Гений места» (укр. Росія. Геній місця)
- «За кадром» (укр. За кадром)
- «Мировой рынок» (укр. Світовий ринок)
- «Люди силы» (укр. Люди сили)
- «Планета собак» (укр. Планета собак)
- «Планета без предрассудков» (укр. Планета без забобонів)
- «Планета вкусов» (укр. Планета смаків)
- «Магия вкуса» (укр. Магія смаку)
- «Рейтинг Тимофея Баженова» (укр. Рейтинг Тимофія Баженова)
- «Русский след» (укр. Російський слід)
- «Цена мечты» (укр. Ціна мрії)
- «Неспокойной ночи» (укр. Неспокійної ночі)

## Мовлення

### Ефірне мовлення
- 34 ТВК — Москва (12:00—18:00)

### Кабельне мовлення
- АКАДО (Москва та МО)
- Дом.ru
- Ростелеком OnLime (Москва) — цифрове мовлення
- Ростелеком (Москва) - аналогове мовлення
- Мосгортелемережа (Москва)
- Сибірські мережі
- МТС
- АТК (Архангельськ)
- П.А.К.Т. (Санкт-Петербург)
- ТОКС (Твер)
- КЕТІС (Володимир)
- Таттелеком (Татарстан)
- Омські кабельні мережі
- Антена-сервіс (Орел)
- Метромережа (ХМАО)
- Лада-медіа (Тольятті)
- Інтерзв'язок (Челябінська область)
- Кабельвідеоефір (Сиктивкар)
- МТУ Кристал (Уфа)
- Відікон (Рязань)
- Редком (Владивосток, Хабаровський край)
- ТОВ «КТС» (Клин, Московська область)
- Магінфо (Магнітогорськ, Челябінська область)
- Транскомлайн (Відне, Московська область)
- ТОВ «Смоленський ряд-2» (Смоленськ)
- ТОВ «Телемережі-плюс» (Псков)
- ТОВ «Кубтелеком» (Краснодар)
- Трайтек (Володимирська область)
- Антенна служба плюс (Калінінградська область)
- ТОВ «Сигнал» (Залізногірськ, Курська область)
- Осколтелеком (Старий Оскол, Білгородська область)
- Ореол (Ленінградська область)
- Альянс Телеком (Приморський край)
- Будинок ТВ (Саратов)

### Супутникове мовлення
- Триколор
- НТВ-Плюс
- Телекарта

### IPTV/OTT
- Ростелеком
- Wifire
- ТТК
- МТС ТБ
- Мегафон ТБ
- Білайн
- Макснет (Калузька область)
- Таттелеком (Татарстан)
- Планета (Єкатеринбург)
- НТВ-Плюс ТВ — пакет «Пізнавальний»

## Нагороди
У 2010 році телеканал «Моя планета» став переможцем премії «Золотий промінь» у номінації «Найкращий пізнавальний телеканал року». У 2013 році телеканал отримав премію «Велика цифра» як найкращий пізнавальний телеканал.

## Заходи

### Премія «Моя планета»
- В 2011 році, в Москві відбулося перше вручення премії «Моя планета». Серед номінантів — відомі представники туристичної індустрії з усього світу.
- У 2012 році на премію номінувалося 150 номінантів, у 2013 році на премію номінувалося вже 499 номінантів. В 2014 році кількість номінантів зросла до 900.
- У 2015 році на премію номінувалося понад 3000 осіб. Переможців було опубліковано на сайті Клубу «Моя планета». Премія розширила коло номінацій, адресованих мандрівникам. Для участі у премії приймалися репортажі, відеорепортажі зі мандрівок, маршрути подорожей, рецепти, зібрані мандрівниками у різних куточках світу. Окрему номінацію було передбачено для учасників конкурсу «Селфі».  Найочікуванішою номінацією премії «Моя планета — 2015» стала номінація «Кандидат у мандрівники». Вперше в історії премії 2015 року переможців обирали шляхом відкритого голосування на сайті клубу.

### Фестиваль «Моя планета.  Планета людей»
- Фестиваль «Моя планета. Планета людей» — це найбільший у Росії фестиваль, присвячений подорожам, щорічно об'єднує понад 200 000 осіб. Проводиться із 2012 року. Фестиваль включає кінопрограму документальних фільмів, що надихають на подорож та квест-пікнік. Серед міст фестивалю Москва, Санкт-Петербург, Уфа, Новосибірськ. В 2016 році, в рамках фестивалю пройшла фотовиставка «Росія — місце сили».